# Chimarra dirke
Chimarra dirke är en nattsländeart som beskrevs av Malicky och Thamsenanupap in Malicky 2000. Chimarra dirke ingår i släktet Chimarra och familjen stengömmenattsländor. Inga underarter finns listade i Catalogue of Life.